# Airi Iliste
Airi Iliste, född 1959 i Stockholm är en svensk illustratör. Iliste är utbildad vid Konstfack, linjen för grafisk design och är nu verksam som vetenskaplig illustratör och nyhetsgrafiker för dagspress, Forskning och Framsteg, Kungliga vetenskapsakademien och bokförlaget Natur & Kultur.